# Just
Just je moško osebno ime, pa tudi priimek (Franci Just).

## Izvor imena
Ime Just izhaja iz latinskega imena Iustus, ki ga razlagajo iz latinske besede iustus v pomenu »pravičen, pošten; zakonit, utemeljen, tehten, pristojen; pravilen, pravi, reden«.

## Različice imena
- moške različice imena: Justi, Justin, Justinus, Justo,
- ženske različice imena: Justa, Justi, Justika, Justina, Juština

## Pogostost imena
Po podatkih Statističnega urada Republike Slovenije je bilo na dan 31. decembra 2007 v Sloveniji število moških oseb z imenom Just: 29.

## Osebni praznik
V koledarju je ime Just zapisano: 28. maja (Just, mučenec), 1. junija (Justin, galski mučenec, † 1. jun. okoli leta 165); 6. avgusta (Just, mučenec, † 6. avg. 304) in 3. novembra (Just, tržaški mučenec, † 3. nov. leta 303) .

## Zanimivosti
- V Sloveniji je osem cerkva sv. Justa, in to vse v koprski škofiji. Justinopolis, to je »Justinovo mesto«, je bilo učeno latinsko ime za Koper.
- Znamenit Just je bil bizantinski cesar Justinijan.